# Kościół Matki Bożej Różańcowej w Sławatyczach
Kościół Matki Boskiej Różańcowej w Sławatyczach – rzymskokatolicki kościół parafialny w parafii Matki Bożej Różańcowej w Sławatyczach. 
Na miejscu obecnie istniejącej (2012) świątyni w przeszłości funkcjonował drewniany kościół katolicki św. Michała Archanioła, zbór protestancki i ponownie świątynia katolicka. Od 1631 w Sławatyczach istnieje łacińska parafia. W 1887 drewniany kościół funkcjonujący na miejscu obecnego został zamknięty na polecenie administracji rosyjskiej z powodu nielegalnego udzielania posług osobom odmawiającym porzucenia wyznania unickiego na rzecz prawosławia. Ponowne otwarcie placówki duszpasterskiej miało miejsce w 1905. 
W latach 1913–1919, z inicjatywy ks. Józefa Mazurkiewicza, na miejscu drewnianego kościoła wzniesiono świątynię murowaną w stylu neoromańskim z elementami eklektycznymi. We wnętrzu obiektu znalazła się część barokowego wyposażenia poprzednich katolickich świątyń w Sławatyczach. Zmieniono również wezwanie obiektu z św. Michała Archanioła na Matki Boskiej Różańcowej.